# Gross Walenstock
Gross Walenstock är en bergstopp i Schweiz.   Den ligger i kantonen Obwalden, i den centrala delen av landet, 70 km öster om huvudstaden Bern. Toppen på Gross Walenstock är 2 572 meter över havet, eller 256 meter över den omgivande terrängen. Bredden vid basen är 1,8 km.
Terrängen runt Gross Walenstock är huvudsakligen mycket bergig. Närmaste större samhälle är Horw, 19,6 km norr om Gross Walenstock. 
I omgivningarna runt Gross Walenstock växer i huvudsak blandskog. Runt Gross Walenstock är det ganska glesbefolkat, med 32 invånare per kvadratkilometer.